# کرونل ژائو پسوآ
کرونل ژائو پسوآ (به پرتغالی: Coronel João Pessoa) یک منطقهٔ مسکونی در برزیل است که در ریو گرانده شمالی واقع شده‌است. کرونل ژائو پسوآ ۴٬۹۱۵ نفر جمعیت دارد.